# شكري القوتلي
شُكري بن محمود بن عبد الغني القُوَّتْلِي (21 تشرين الأول / أكتوبر 1891 - 30 حزيران / يونيو 1967) رئيس الجمهورية السورية بين 1943- 1949 ثم 1955- 1958؛ وزعيم سياسي نشط في الكتلة الوطنية ضد الانتداب الفرنسي. بداية نشاطه السياسي كانت في مقارعة السلطات القائمة أواخر سوريا العثمانية، ثم الانتداب الفرنسي، وشارك في الثورة السورية الكبرى فنُفي إلى أرواد وحُكم عليه بالإعدام ثم لجأ إلى مصر، حيث استمرّ في مقارعة الانتداب، ومجمل أحكام الإعدام التي حصل عليها ثلاثة غير أنه نجا منها.
شارك في حكومة الكتلة الوطنية الأولى عام 1936 بمنصب وزير الدفاع، قبل أن يسطع اسمه مرشحاً لخلافة هاشم الأتاسي في رئاسة الكتلة وهو ما أوصله إلى سدة الرئاسة السورية عام 1943. نالت سورية في عهده استقلالها التام، وعُرف بميوله القومية العربية، وبدوره المهم في تأسيس جامعة الدول العربية، وفي حرب فلسطين الأولى وبموقفه الداعم لمصر في العدوان الثلاثي. وهو صانع جمهورية الوحدة السورية المصرية مع الرئيس جمال عبد الناصر، الذي أطلق عليه لقب "المواطن العربي الأول" وفي سوريا، يُعرف شكري القوتلي بلقب «أبو الجلاء».

## ولادته وتعليمه

### الأسرة

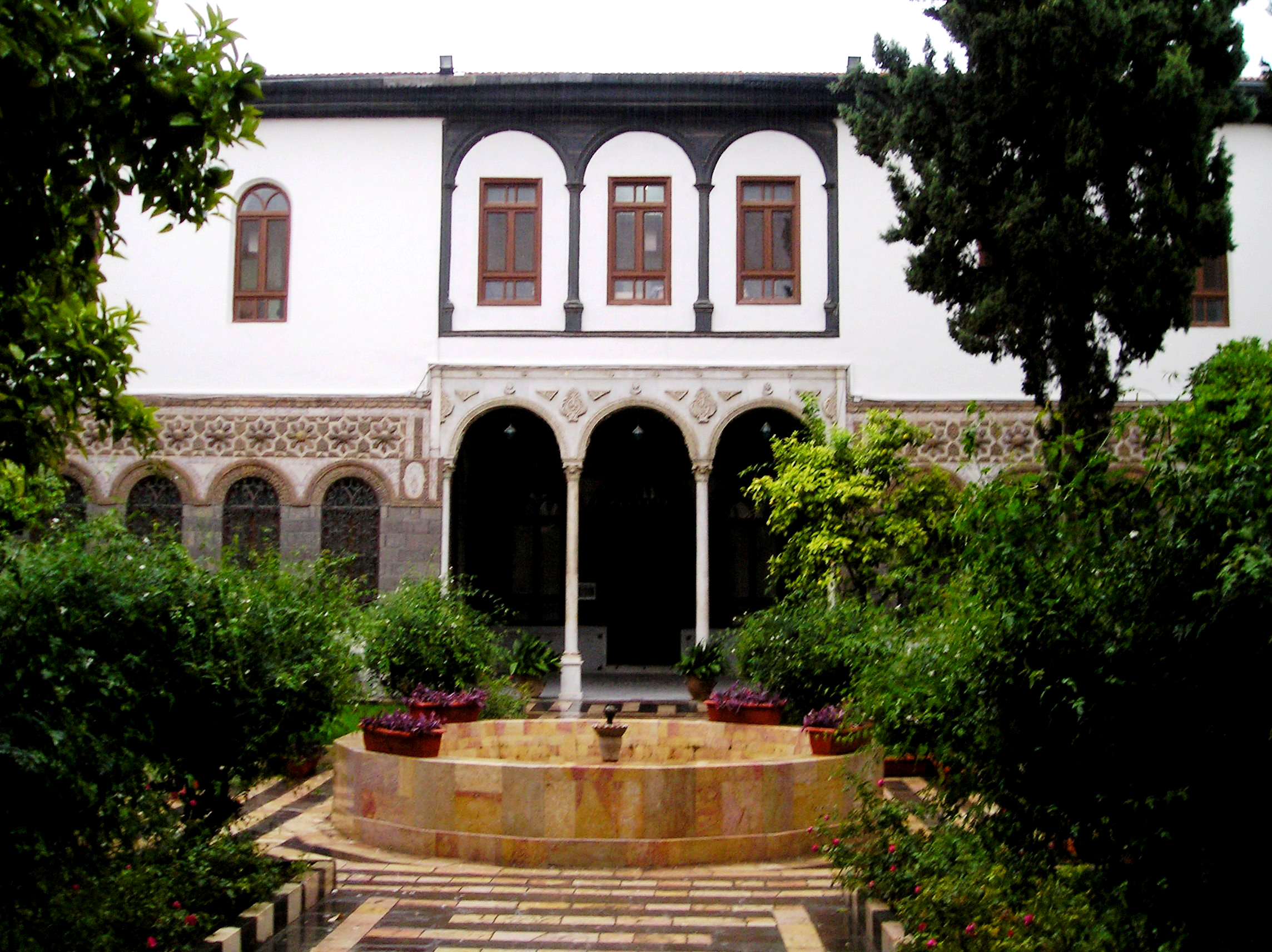
مدرسة عنبر في دمشق القديمة حيث تلقى القوتلي علومه في المرحلة الثانوية.

وُلِدَ شكري القوتلي في حي الشاغور يوم 21 تشرين الأول 1891 وهو سليل أُسرة عريقة جاءت من الحجاز واستوطنت دمشق في مطلع القرن الثامن عشر. عمل رجالها بالتجارة والزراعة، وعُرفوا بقاماتهم الطويلة وببنيتهم القويّة، ولقبوا بالقوتلي. كان والده محمود القوتلي من الأعيان وقد توفي عام 1914. وكذلك جده عبد الغني القوتلي، وهو من كبار المُحسنين في دمشق الذي قال عنه محمّد كرد علي في مذكراته: «قد تلد الولادة مثل عبد الغني القوتلي ولكن أعظم منه بالأخلاق وكرمه فلا...» وقد اشتهر من أبناء هذه العائلة الكريمة كلّ من حسن باشا القوتلي، رئيس غرفة تجارة دمشق في نهاية القرن التاسع عشر، ومحمّد سعيد باشا القوتلي، وكيل أعمال الأمير عبد القادر الجزائري، الذي حَضر افتتاح قناة السويس في مصر عام 1869، بدعوة من الخديوي اسماعيل. أما والدة شكري القوتلي ناجية بنت محمد عطا القدسي فهي من العائلات الدمشقية العريقة التي يعود نسبها إلى النبي محمّد.

### سنوات الدراسة
دَرس شكري القوتلي القرآن الكريم بدمشق وتَعلم اللغة الفرنسية في مدرسة الآباء العازاريين بباب توما قبل أن ينتقل إلى مدرسة مكتب عنبر خلف الجامع الأموي، حيث نال الشهادة الثانوية. وكانت مدرسة مكتب عنبر مُلكاً قديماً لعمه مراد القوتلي، الذي باعه إلى الوجيه اليهودي يوسف عنبر عام 1869. أعجب القوتلي بسيرة أمير المؤمنين عمر بن الخطاب وبرع في حفظ شعر المتنبي والفرزدق، كما حفظ القرآن الكريم عن ظهر قلب. سافر إلى اسطنبول عام 1908، ليلتحق بالمعهد الشاهاني الملكي، أرقى مدارس العاصمة العثمانية في حينها. وقد تخرج القوتلي منه عام 1913، حاملاً الشهادة العليا بالعلوم السياسية والإدراية.

## عمله السياسي

### العمل السري ضد الحكومة العثمانية الاتحادية
عاد شكري القوتلي إلى دمشق وعَمل موظفاً في مكتب الوالي العثماني، وانتسب سراً إلى الجمعية العربية الفتاة التي أنشئت في باريس على يد عدد من الطلاب العرب، بهدف تحرير البلاد العربية من الحكم العثماني والنهوض بالأمة العربية. بايع الشريف حسين بن علي، قائد الثورة العربية الكبرى ضد الدولة العثمانية عام 1916، وقام بنقل السلاح والمال إلى ثوار الحجاز، فتم اعتقاله بأمر من جمال باشا، الحاكم العسكري لولاية سورية، وذلك بعد أن طَلب أحد المُعتقلين، شكري باشا الأيوبي، مساعدة القوتلي للخروج من السجن، قائلاً لابنه إن شكري القوتلي هو مُعتمد حزب الفتاة بدمشق. في المُعتقل، طَلب القوتلي من أحد الحراس إحضار شفرة صغيرة ضمن رغيف خبز، وقام بقطع شرايين يده اليسرى في محاولة انتحار لكي لا يفشي أسماء رفاقه في الحركة الوطنية. وقد شوهدت دمائه تسيل من غرفته بالسجن وطُلب من الطبيب أحمد قدري، أحد قادة جمعية الفتاة المعتقلين في زنزانة مجاوزة، إنقاذ حياته. نُقل القوتلي إلى المستشفى الحميدي في حي البرامكة، حيث قضى خمسة وعشرين يوماً، ليعاد فوراً إلى سجن خان باشا حتى انتهاء الحرب العالمية الأولى وسقوط الحكم العثماني في دمشق في نهاية شهر أيلول 1918.

### نشاطه في العهد الفيصلي
وبعد خروجه من السجن، عاد شكري القوتلي إلى عَمله الحكومي وعُيّن مديراً للرسائل في ولاية دمشق بمعية الوالي علاء الدين الدروبي، وكان ذلك بعد تحرير البلاد من الحكم العثماني وإقامة حكومة عربية برئاسة الأمير فيصل بن الحسين، نجل الشريف حسين، في 3 تشرين الأول 1918. انضم شكري القوتلي يومها إلى حزب الاستقلال العربي الذي أنشئ على أنقاض الجمعية العربية الفتاة، والمنادي بتحرير الأمة العربية من أي استعمار أجنبي وتوحيدها ضمن حدودها الجغرافية الطبيعية.
وقد كان حزب الاستقلال العربي مُقرباً من الأمير فيصل، الذي بايعه السوريون ملكاً عربياً عليهم يوم 8 آذار 1920. ولكن العهد الفيصلي لم يستمر طويلاً وسقط إثر معركة ميسلون ضد الجيش الفرنسي في 24 تموز 1920. خُلع الملك فيصل الأول عن العرش وفُرض الانتداب الفرنسي بقوة السلاح على كلّ من سورية ولبنان، تنفيذاً لما جاء في اتفاقية سايكس بيكو الموقعة خلال الحرب العالمية الأولى بين الحكومة الفرنسية ونظيرتها البريطانية. ومن أولى قرارات المندوب السامي الفرنسي هنري غورو كان إصدار قرار إعدام بحق شكري القوتلي، نظراً لنشاطه القومي المعروف ومعارضته للحكم الفرنسي الجديد. هرب القوتلي إلى مصر وأقام في القاهرة كلاجئ سياسي، بدعوة من الملك أحمد فؤاد الأول.

### المؤتمر السوري الفلسطيني

شكري القوتلي، مع زوجته بهيرة الدالاتي وابنتهما عام 1957.

وفي مصر، اقترن شكري القوتلي بالسيدة بهيرة الدالاتي، بنت محمّد سعيد الدالاتي، أحد رفاقه في المعتقل أيام العثمانيين، وشارك في تأسيس المؤتمر السوري الفلسطيني، أول تنظيم سياسي ظهر في المنفى لتوحيد الوطنيين العرب في معارضة الانتداب الفرنسي في سورية ولبنان، والبريطاني في فلسطين. تم تأسيس المؤتمر في جنيف وقد ضمّ من السوريين، إضافة لشكري القوتلي، كلّاً من الشيخ رشيد رضا، الرئيس الأسبق للبرلمان السوري، والصحفي خير الدين الزركلي، والحاج أديب خير، صاحب المكتبة العمومية بدمشق. وكان معهم أيضاً السياسي الدمشقي حسن الحكيم والدكتور عبد الرحمن الشهبندر، وزير الخارجية الأسبق في عهد الملك فيصل الأول. رئيس المؤتمر الأمير ميشال لطف الله كان لبنانياً مسيحياً مُقرباً من الأسرة الهاشمية الحاكمة يومها في الأردن والعراق، وكان يعتمد على تمويل شهري لأعماله من الشريف حسين بن علي، قائد الثورة العربية الكبرى. ونظراً لعلاقته الطيبة مع الهاشميين، لم يستطع الأمير ميشيل لطف الله من الحصول على أي دعم مالي من الملك عبد العزيز آل سعود، العدو التاريخي للشريف حسين، فأوفد شكري القوتلي إليه، طالباً الدعم للمؤتمر السوري الفلسطيني.
رفض الملك عبد العزيز دعم التيار المحسوب على الهاشميين، ولكنه قدم دعماً مالياً سخياً للقوتلي ورفاقه المستقلين عن الشريف حسين، مما أدى إلى نشوب خلاف عميق داخل المؤتمر السوري الفلسطيني، بين شكري القوتلي من جهة وكلّ من الأمير ميشيل والشهبندر. كانت علاقة شكري القوتلي متينةً جداً بالملك السعودي، الذي كان القوتلي قد دعمه في معاركه ضد الهاشميين في الحجاز، وأرسل عدداً من المستشارين السوريين للمساهمة في تأسيس المملكة العربية السعودية، منهم الشيخ يوسف ياسين، ابن مدينة اللاذقية، الذي أصبح وزيراً لخارجية السعودية، والأطباء رشاد فرعون ومدحت شيخ الأرض، وكلاهما من دمشق. انقسم المؤتمر السوري الفلسطيني إلى جناحين، الأول محسوب على السعودية، والثاني على الهاشميين. ضم الجناح الأول، إضافة لشكري القوتلي الأخوين نبيه وعادل العظمة، ومفتي القدس الحاج محمّد أمين الحسيني، ومحمد عزت دروزة، سكرتير الجمعية العربية الفتاة.

### الثورة السورية الكبرى
مكث القوتلي في المنفى بين فلسطين ومصر وأوربا مناصراً القضية السورية حتى عام 1924 حين تمكن من العودة إلى دمشق بعد صدور عفو فرنسي عنه. وبعد عام في أغسطس 1925 انطلقت الثورة السورية الكبرى فكان القوتلي من أوائل من دعمهما، وانتقل مع عدد من القادة الوطنيين إلى السويداء، وشارك في الاجتماع الذي عقد للمناداة بسلطان باشا الأطرش قائداً عاماً للثورة السورية الكبرى، والتي طالبت بوحدة البلاد، والاعتراف باستقلالها، والشروع بتنظيم انتخابات جمعية تأسيسيّة تضع دستوراً للبلاد يحقق سيادة الأمّة والحرية والمساواة والإخاء لجميع السوريين. قام القوتلي ببيع أملاكه في الغوطة الشرقية لأخيه عادل القوتلي، واشترى بثمنها سلاحاً للثوار، وقد تولى مهام دفع رواتب دورية لهم، وصلت إلى ليرتين ذهبيتين في الشهر. وقد وصلت قيمة تبرعات القوتلي إلى الحركة الوطنية يومها إلى نصف مليون ليرة ذهبية. عمل أيضاً على جمع تبرعات للثورة السورية الكبرى من الجاليات العربية المقيمة في المغترب، بمساعدة صديقه الصحفي الفلسطيني محمّد علي الطاهر، والدمشقي محبّ الدين الخطيب وقائد حركة تونس الفتاة، عبد العزيز الثعالبي. كما سافر إلى مصر للاجتماع بسعد باشا زغلول، زعيم حزب الوفد، الذي قدم دعماً مالياً للثورة السورية الكبرى عن طريق شكري القوتلي. وفي 26 أغسطس ألقي القبض على القوتلي وعدد من الزعماء الوطنيين بينهم عبد الرحمن الشهبندر وجميل مردم بك وآخرين، ونفوا إلى جزيرة أرواد. وبعد إطلاق سراحه، غادر القوتلي البلاد من جديد لصدور حكم آخر بالإعدام عليه، وأقدم الفرنسيون على تدمير منزل أسرته بالشاغور.

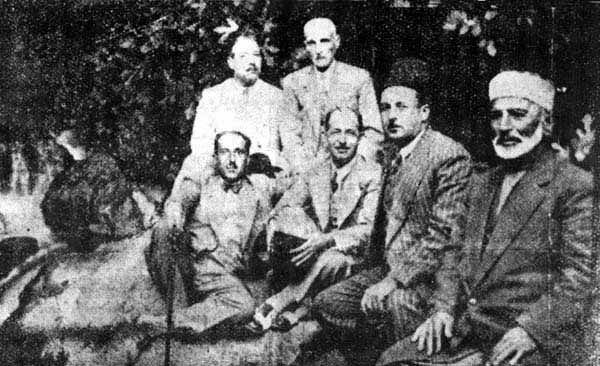
مجموعة من القادة الوطنيين السوريين. القابعين من اليسار إلى اليمين: شكري القوتلي، سعد الله الجابري، رضا الشوربجي، الشيخ صالح العلي. الواقفين: الحاج أديب خير (يساراً) وإبراهيم هنانو.

في 16 فبراير 1926، صدر عفو عام عن جميع الجرائم المرتكبة خلال الثورة، وشمل العفو سبعين شخصية منهم شكري القوتلي وعدد من القادة الوطنيين. وقد جاء العفو قبل موعد انتخابات الجمعية التأسيسيّة، التي تمت أخيراً عام 1928، والتي سبقها في العام نفسه تشكيل الكتلة الوطنية التي كان القوتلي أحد أركانها، رغم بقائه خارج البلاد.

### تأسيس الكتلة الوطنية
عند انحسار الثورة السورية وهزيمة قادتها، التف عدد من السياسيين القدامى حول الرئيس هاشم الأتاسي، زعيم مدينة حمص، وقرروا تأسيس تنظيم وطني جديد لمحاربة الاحتلال بكافة الطرق السياسية والقانونية، لا العسكرية. ولدت فكرة الكتلة الوطنية في تشرين الأول عام 1927 وانضم إليها شكري القوتلي فور عودته من مصر، ليتم انتخابه عضواً في مجلسها الدائم، مع كلّ من سعد الله الجابري وجميل مردم بك وفارس الخوري وإبراهيم هنانو. وقد عمل مع فخري البارودي وجميل مردم بك على إدارة مكتب الكتلة في حي القنوات بدمشق، الذي قُدم مجاناً من قبل الوجيه الدمشقي أمين دياب.

### عمله في الصناعة
ومن أولى إسهامات القوتلي كان تأسيس معمل الكونسيروة لتمويل أعمال الكتلة الوطنية ودفع رواتب شهرية لعائلات المعتقلين والجرحى. كان ذلك في شباط 1932، وحمل المشروع الصناعي توقيع كلّ من توفيق قباني، مؤسس أول معمل ملبس في سوق البزورية، والحاج سليم الشلاح عضو مجلس إدارة غرفة تجارة دمشق، وصادق غراوي صاحب معمل شوكولاتة «غراوي،» إضافة طبعاً لشكري القوتلي، الذي اقترن معمل الكونسروة باسمه.
حُدد رأس مال الشركة بثلاثين ألف ليرة عثمانية ذهبية، تم توزيعها على خمسة عشر ألف مساهم. جال القوتلي على كافة المدن السورية لبيع أسهم الشركة الجديدة بقيمة ليرتين ذهبيتين للسهم الواحد. مع نهاية الثلاثينيات، وصل عدد موظفي وعمال شركة الكونسيروة إلى 200 وبلغ إنتاجها السنوي خمسةً وعشرين طناً من المعلبات، يتم تصديرها إلى فلسطين ولبنان وإمارة شرق الأردن والحجاز ومصر. رفض القوتلي بيع أسهم الشركة في أي مصرف أجنبي، وأصر أن يتم الاكتتاب العام إما في فرع دمشق من بنك مصر أو عبر البنك العربي، وكانت من عادته إهداء أسهم في شركة الكونسيروة لأصدقائه عند عقد قرانهم أو رزقهم بمولود. كما أنه كان يُرسل نحو خمسين صندوقاً من منتجات الشركة في كل موسم لصديقه الملك عبد العزيز آل سعود وملك مصر فاروق الأول ورئيس وزراء العراق نوري السعيد. ذهبت رئاسة مجلس إدارة معمل الكونسيروة للدكتور أحمد منيف العائدي، أحد مؤسسي كلية الطب في جامعة دمشق، ومعه رئيس الجامعة الدكتور رضا سعيد، وانتُخب مدني الحفار، تاجر مال القبان في سوق البزورية، نائباً لرئيس مجلس الإدارة. تم تداول أسهم شركة الكونسيروة في سوق البورص، أحد تفرعات سوق الحميدية، وذاع صيتها بشكل كبير في الأوساط الدمشقية، إلى درجة أن القاضي الشرعي في دمشق كان يخبر الناس عند توزيع ميراثهم بعد وفاة أحد الأقارب، بين المال النقدي أو وضع أموالهم في شركة الكونسيروة. استمرت شركة الكونسيروة في العمل من عام 1934 إلى أن تم تأميمها في بداية عهد البعث عام 1965.

### النشاط السياسي 1932-1936
توجه شكري القوتلي إلى القدس في نهاية عام 1931، ممثلاً الحركة الوطنية السورية إلى المؤتمر الإسلامي الذي دعا إليه صديقه الحاج محمّد أمين الحسيني. وفي دمشق، بدأ يفرض زعامته ونفوذه على الكثير من الأحياء القديمة، مثل الشاغور والقيمرية والقنوات، وقد جنّد العديد من قبضايات الأحياء لصالحه، مثل أبو عبده العشي وعبود الكدري وأبو على الكلاوي، مما أدى إلى نشوب خلاف وتنافس شديد على زعامة المدينة بينه وبين زميله في الكتلة الوطنية جميل مردم بك. وعندما قرر الأخير المشاركة بحكومة الرئيس حقي العظم المحسوبة على الفرنسيين عام 1932، وقف شكري القوتلي في وجهه وقاد معارضة شعبية ضده، مطالباً مردم بك بالاستقالة. وكان مدعوماً بهذا الطرح من شيوخ الكتلة هاشم الأتاسي وابراهيم هنانو، لأن مردم بك قرر المشاركة بالحكم دون التشاور مع مكتب الكتلة الدائم، أو أخذ موافقة قادته.

### الإضراب الستيني
توفي إبراهيم هنانو، زعيم حلب وأحد قادة الكتلة الوطنية في تشرين الثاني 1935، وشارك القوتلي في تشييعه مع قادة الصف الأول من الكتلة، حيث حصلت مواجهات دامية مع عناصر الشرطة، أدت إلى اعتقال عدد كبير من الوطنيين، كان على رأسهم فخري البارودي، نائب دمشق. أطلقت الكتلة الوطنية إضراباً عاماً في طول البلاد وعرضها، سمّي بالإضراب الستيني، وقد لعب شكري القوتلي دوراً محوريا فيه، مُنسقاً وممولاً وقائداً ميدانياً. وفي 20 كانون الثاني 1936، تم إغلاق مكتب الكتلة الوطنية في دمشق ووضع كل من شكري القوتلي ولطفي الحفار ونسيب البكري تحت الإقامة الجبرية، كما تم نفي جميل مردم بك إلى شمال سورية وطرد فارس الخوري من عمادة كلية الحقوق في جامعة دمشق.
أدى الإضراب الستيني إلى استقالة حكومة تاج الدين الحسني المحسوبة على الفرنسيين، وتعيين رئيس وزراء جديد، أكثر اعتدالاً وحياداً، هو الوجيه الدمشقي عطا الأيوبي. قاد الأيوبي مفاوضات شاقة مع سلطة الانتداب في بيروت، أدت إلى إنهاء الإضراب وفتح المتاجر، ودعوة وفد رفيع من زعماء الكتلة الوطنية إلى فرنسا للتفاوض على استقلال سورية ومستقبلها السياسي. توجه الوفد إلى باريس يوم 26 آذار 1936 وكان برئاسة هاشم الأتاسي وعضوية  كلّ من سعد الله الجابري وفارس الخوري وجميل مردم بك. أما شكري القوتلي، فقد بقي في دمشق وعُيّن رئيساً للكتلة الوطنية في غياب هاشم الأتاسي، مسؤولاً عن متابعة مجريات الانتفاضة التي انطلقت ذلك العام في فلسطين، بقيادة المفتي محمّد أمين الحسيني. قام القوتلي بمد المجاهدين الفلسطينيين بالمال والسلاح وأسس «لجنة الدفاع عن فلسطين،» التي جمعت خمسة آلاف جنيه استرليني لصالح المقاومة الفلسطينية.

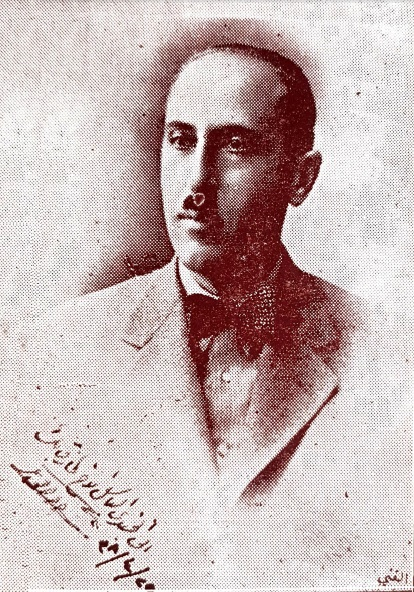
القوتلي حينما كان وزيراً للدفاع.

توصل وفد الكتلة الوطنية إلى معاهدة مع رئيس الحكومة الفرنسية ليون بلوم، تعطي سورية استقلالها التدريجي على مدى خمس وعشرين سنة، مع امتيازات عسكرية واقتصادية وثقافية للجمهورية الفرنسية داخل الأراضي السورية. وفي أيلول 1936، عاد وفد الكتلة إلى دمشق رافعاً شعار النصر، فقدم رئيس الجمهورية محمّد علي العابد استقالته، فاسحاً المجال أمام إجراء انتخابات نيابية ورئاسية مُبكرة. خاضت الكتلة الوطنية تلك الانتخابات بكامل ثقلها السياسي، وفاز شكري القوتلي بمقعد نيابي ممثلاً دمشق. كما فاز هاشم الأتاسي برئاسة الجمهورية السورية، وكُلّف جميل مردم بك بتشكيل الحكومة الوطنية الأولى، التي عُيّن شكري القوتلي فيها وزيراً للدفاع والمالية. كانت حقيبة الدفاع شكلية، لأن سورية لم تكن تمتلك جيشاً وطنياً بعد حلّ الفرنسيين جيشها الصغير إبان معركة ميسلون عام 1920.

### القوتلي وزيراً
رفض البرلمان الفرنسي التصديق على معاهدة عام 1936، بالرغم من تبنيها بالإجماع داخل البرلمان السوري، بحجة عدم استطاعة باريس التخلي عن نفوذها ومستعمراتها في الشرق الأوسط في ظلّ تنامي احتمال نشوب حرب عالمية جديدة في أوروبا. أُجبر رئيس الحكومة جميل مردم بك على السفر إلى فرنسا لتوقيع ملاحق إضافية للمعاهدة، فيها الكثير من التنازلات، وكان القوتلي ينوب عنه خلال غيابه المتكرر، بصفة رئيس وزراء بالوكالة. ولكن صِداماً حصل بينه وبين شكري القوتلي في شباط 1937، عندما أصر جميل مردم بك على تجديد عقود اقتصادية مع فرنسا، متعلقة بالتنقيب عن النفط واعتماد البلاد على مصرف سورية ولبنان التابع للحكومة الفرنسية في باريس، بالرغم من معارضة وزير المالية شكري القوتلي. انتظر مردم بك سفر القوتلي إلى مكة المكرمة لأداء فريضة الحج، وقام بتمرير جميع تلك العقود المعلّقة. غَضب القوتلي من هذا التجاوز الصريح له ولصلاحياته، وقدم استقالته من الحكومة يوم 22 آذار 1938. وفي بيان الاستقالة الذي وزع على الصحف ووكالات الأنباء، قال الوزير المستقيل إنه غادر الحكم لأسباب صحية، رافضاً انتقاد جميل مردم بك لكي لا يضر بعهد الكتلة الوطنية.

### في الحرب العالمية الثانية
سقط عهد الكتلة الوطنية في صيف عام 1939، بعد فشلها في تمرير المعاهدة وفي الحفاظ على منطقة لواء إسكندرون، الذي تم ضمه إلى تركيا، وكان ذلك قبل أشهر قليلة من اندلاع الحرب العالمية الثانية في أوروبا. أُشيع يومها أن شكري القوتلي كان مؤيداً لألمانيا النازية، نظراً لكرهه الشديد لسياسات فرنسا الاستعمارية في الشرق الأوسط، وقد اجتمع مع عدد من الشخصيات النازية بدمشق، مما أدى إلى نفيه مجدداً خارج البلاد، بتهمة التعاطف مع ادولف هتلر. سقطت باريس تحت قبضة الحكم النازي، وقاد الجنرال شارل ديغول مقاومة وطنية ضد الاحتلال الألماني، بمساعدة رئيس وزراء بريطانيا ونستون تشرشل. وفي حزيران 1941، دخلت قوات الحلفاء إلى سورية لتحريرها من الحكم النازي، عبر الحدود الأردنية والفلسطينية، وتبعها الجنرال ديغول، الذي أعلن استقلال سورية في أيلول 1941، لكسب ود السوريين وحثهم على دعم مقاومته لألمانيا النازية. ولكن ديغول رفض انسحاب الجيش الفرنسي من سورية حتى انتهاء الحرب في أوروبا، وعرض على هاشم الأتاسي العودة إلى الحكم. رفض الأتاسي هذا الطرح، بحجة عدم التزام الفرنسيين بوعودهم وعهودهم منذ عام 1936، فذهبت رئاسة الجمهورية للشيخ تاج الدين الحسني، المحسوب على فرنسا، والخصم التاريخي لهاشم الأتاسي وشكري القوتلي. توفي الشيخ تاج وهو في سدة الحكم يوم 17 كانون الثاني 1943، وأُعلن عن إجراء انتخابات رئاسية مبكرة ذلك الصيف، قرر شكري القوتلي خوضها، ممثلاً الكتلة الوطنية.

## رئاسته الأولى

### انتخابه رئيساً للجمهورية

شكري القوتلي بعيد انتخابه رئيساً.

نودي بسوريا المستقلة عام 1941، ونُظمت الانتخابات النيابية عام 1943 وفازت بها الكتلة الوطنية فوزًا ساحقًا. خلال لقاء خاص في حمص ضم هاشم الأتاسي وفارس الخوري وشكري القوتلي، اتفق على ترشيح الأخير لمنصب الرئاسة نظرًا لتقدم الأتاسي في السن، والمسؤوليات الخطيرة خلال مرحلة استلام السلطة من فرنسا. وافق الأتاسي، زعيم الكتلة الوطنية على ترشيح القوتلي، الذي فاز بما يشبه الإجماع في 17 أغسطس 1943 بمنصب رئيس الجمهورية. ومن تحت قبة المجلس التشريعي، ألقى شكري القوتلي خطاب القسم يوم 17 آب 1943، ليصبح رابع رئيس للجمهورية السورية. بعد ثمانية أيام فقط من اعتلائه سدة الرئاسة، أرسل القوتلي بالاتفاق مع بشارة الخوري ورياض الصلح رئيسي الجمهورية والحكومة في لبنان، وثيقة مكتوبة إلى الممثلية الفرنسية للمطالبة بتفعيل الاستقلال، وذلك يتم بإلغاء اعتبار الفرنسية لغة رسمية، وتحويل «الممثلية الفرنسية» إلى بعثة دبلوماسية عادية، وإلغاء المادة 116 من الدستور السوري، التي جعلت من صك الانتداب مادة فوق دستورية. غير أن الممثلية الفرنسية بعد اجتماع استثنائي عُقد مع شارل ديغول في الجزائر، رفضت الاقتراح، ودعت للتفاوض حول اتفاقية جديدة شبيهة بمعاهدة عام 1936. ولن يتم إلغاء المادة 116 من الدستور إلا ما بعد الجلاء عام 1946. أول أعمال الرئيس الجديد أيضًا، كانت إيفاد رئيس الوزراء سعد الله الجابري، ووزير الخارجية جميل مردم بك إلى مصر بناءً على دعوة النحاس باشا، لعقد اجتماع عربي مشترك، كان من الخطوات التمهيدية لقيام الجامعة العربية.

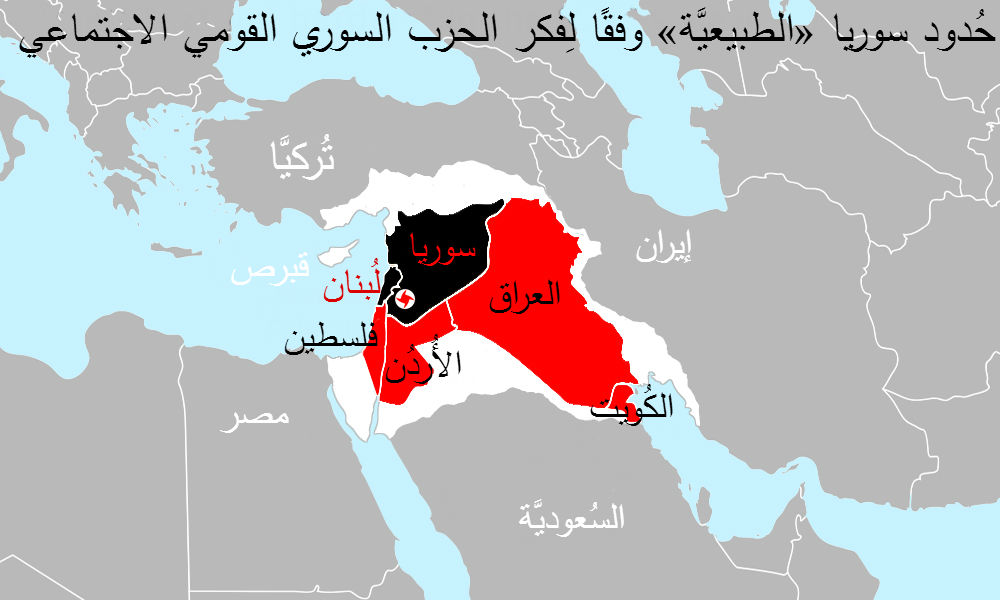
مشروع سوريا الكبرى كما تصوره أنطون سعادة، وعمل عليه لاحقًا الملك عبد الله الأول. وقد عارض القوتلي أي مشروع لسوريا الكبرى تحت التاج الهاشمي.

حصل العهد الجديد على دعم مُطلق من الملك فاروق الأول، صديق الرئيس شكري القوتلي، ومن الملك عبد العزيز آل سعود، ولكن الأردن رفض التعاون مع الرئيس الجديد، وذلك بسبب معارضة القوتلي لمشروع سورية الكبرى الذي نادى به الملك عبد الله بن الحسين، الطامع بحكم سورية منذ خلع شقيقه الملك فيصل الأول عن عرش دمشق عام 1920. وقد حرص القوتلي على فتح قنوات دولية للترويج لقضية استقلال سورية وجلاء كافة الجيوش الأجنبية عن أراضيها، في تشرين الأول 1943، أوفد وزير خارجيته جميل مردم بك إلى الكويت ومصر والعراق للحصول على دعم من قادة تلك الدول العربية، وبعث برسائل مماثلة إلى الرئيس الأميركي فرانكلين روزفلت والسوفيتي جوزيف ستالين والصيني تشانغ كاي شيك، مذكراً بمبادئ الحرية والعدالة التي كان الحلفاء يحاربون من أجلها. وفي تموز 1944، استقبل الرئيس القوتلي فياتشيسلاف مولوتوف وزير خارجية الاتحاد السوفيتي بدمشق لتبادل السفراء مع موسكو، وتوجه إلى القاهرة لعقد اجتماع قمة مع زعماء الولايات المتحدة وبريطانيا، تم بدعوة من الملك فاروق. كان الرئيسان فرانكلين روزفلت وونستون تشرشل عائدَين من مؤتمر يالطا حيث قاما بوضع خارطة العالم الجديد مع نظيرهما السوفيتي جوزيف ستالين. نظراً لتدهور حالته الصحية، لم يتمكن الرئيس روزفلت من حضور الاجتماع، وتم اللقاء بين القوتلي وونستون تشرشل في القاهرة يوم 17 شباط 1945، بحضور الملك فاروق والملك عبد العزيز آل سعود وهيلا سلاسي، إمبراطور الحبشة.

### قمة القوتلي تشرشل
في هذا اللقاء التاريخي، الأول من نوعه لرئيس سوري، طلب تشرشل من القوتلي عقد معاهدة مع فرنسا، فرد الرئيس السوري بالقول: «لن أعترف بفرنسا...ولن أمد لها يدي، ولن أتفق معها مهما كانت الأسباب والظروف. والله ثم والله لن أرتكب هذه الجريمة بحق وطني، ولن أرضخ لأي ضغط ولو أصبحت مياه البحر حمراء قانية.» أجابه تشرشل: «لقد قُلت لك إن لفرنسا مصالح في بلادكم فاعملوا معها معاهدة ثقافية، وأنا كفيلها بكل ما تطلبون.» فأجابه القوتلي: «ليس لها أملاك سوى دار واحدة في الصالحية بمنطقة الجسر الأبيض، وأنا مستعد أن أشتريها منها وأسكنها لأني لا أملك داراً للسكن في دمشق بعد أن أحرقت فرنسا داري ودار أجدادي وآبائي كما دمّرت الحي الدمشقي بأكمله الذي كان بيتنا فيه.»

### انضمام سورية إلى الأمم المتحدة
بعد العودة من مصر، أعلن الرئيس القوتلي في يوم 26 شباط 1945 الحرب على دول المحور (ألمانيا النازية وإيطاليا واليابان)، في خطوة لافتة لكسب احترام الدول المنتصرة في الحرب العالمية الثانية، وهي الولايات المتحدة وبريطانيا والاتحاد السوفيتي. وبعدها بأسابيع قليلة تم تبادل العلاقات الدبلوماسية بين سورية والولايات المتحدة، وقام الرئيس القوتلي بتعيين الدكتور ناظم القدسي أول سفير سوري في واشنطن. وعلى أثر ذلك التطور، تمت دعوة الجمهورية سورية للانضمام رسمياً إلى منظمة الأمم المتحدة التي بدأت أعمالها في مدينة سان فرانسيسكو الأميركية في أيار 1945. كان القوتلي قد بعث رسائل بهذا الشأن إلى رؤساء وملوك دول العالم، مطالباً انضمام بلاده إلى الأمم المتحدة، وتم مناقشة طلبه داخل مجلس العموم البريطاني. وللإسراع بخطوات انضمام سورية إلى المنظمة الدولية، قام الوفد المصري بالتوقيع على ميثاق الأمم المتحدة، نيابة عن الجمهورية السورية، بالتنسيق بين الرئيس القوتلي والملك فاروق. وقد عيّن الرئيس القوتلي صديقه القديم وشريك عهده رئيس الحكومة فارس الخوري رئيساً للوفد السوري المؤسس في الأمم المتحدة، ومعه نخبة من الشخصيات السورية مثل السفير ناظم القدسي والسفير فريد زين الدين والمحامي نعيم أنطاكي والبروفيسور قسطنطين زريق، أستاذ مادة التاريخ في الجامعة الأميركية في بيروت.

### العدوان الفرنسي عام 1945

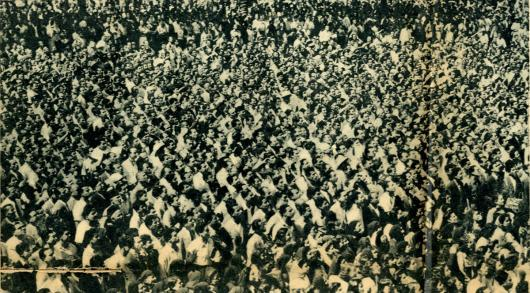
مظاهرات في بيروت تضامناً مع دمشق في أعقاب مجزرة 29 أيار

في 19 أيار 1945، عقدت قمة سورية لبنانية في بلدة شتورة، قرر خلالها الرئيس القوتلي ونظيره اللبناني بشارة الخوري تجميد كافة المفاوضات مع الحكومة الفرنسية، مطالبين بتحديد فترة زمنية واضحة لجلاء قواتهم عن سورية ولبنان. ردّت فرنسا بإرسال تعزيزات عسكرية إلى شواطئ بيروت ونقلها فوراً إلى دمشق، حيث نصبوا الحواجز والمتاريس في وسط العاصمة السورية. وفي الساعة السابعة من مساء يوم 29 أيار 1945، بدأ العدوان الفرنسي على مدينة دمشق، عندما طُلب من عناصر حامية الدرك المرابطة على أبواب المجلس النيابي إنزال العلم السوري وتحية العلم الفرنسي بدلاً منه. رفض السوريون فعل ذلك، فأُطلق الرصاص الحي عليهم، ودخلت القوات الفرنسية إلى داخل المجلس النيابي بحثاً عن رئيسه سعد الله الجابري، فلم تجده وأضرمت النار في مكتبه وقامت بقصف المبنى بالمدافع. جاء أمر الهجوم على دمشق من الكولونيل أوليفيا روجيه، الحاكم العسكري للمدينة، المعين حديثاً من قبل الجنرال شارل ديغول، وقد نصت خطته على اعتقال كلّ من شكري القوتلي وجميل مردم بك وسعد الله الجابري، بصفتهم أعداء الجمهورية الفرنسية.
وخلال العدوان الفرنسي أُحرقت مناطق عدة في دمشق، منها سوق ساروجا الأثري وأحياء في منطقة العمارة وقصفت قلعة دمشق التاريخية، إضافة طبعاً لتدمير البرلمان في شارع العابد. جاء السفير البريطاني تيرانس شون إلى منزل الرئيس القوتلي في ساعة متأخرة من الليل وعرض عليه الخروج الآمن من العاصمة، مع كافة أفراد أسرته، قائلاً إن فرنسا تنوي اعتقاله مع جميع رجال حكمه. نهض القوتلي من الفراش، حيث كان يعاني من نزيف حاد بالمعدة، وصاح في وجه السفير البريطاني: «ألمثلي يقال هذا؟ أنا لم أغادر دمشق ولن أغادر دمشق، وأريد أن تنقلوا لي سريري إلى مدخل المجلس النيابي، لأستشهد من هؤلاء الأبطال.»  ثم طَلب إحضار والدته وزوجته وأولاده إلى الغرفة وخاطب المندوب البريطاني قائلاً: «ما عندي أغلى من ديني ووطني وهؤلاء، فوالله لو قطعتم أصابعي بعد أن دمّر الفرنسيون بلدي، لن أوقع لهم ما يريدون.»

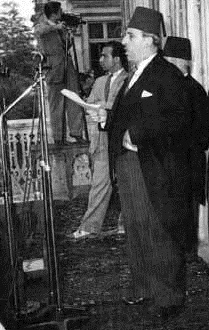
القوتلي معلناً استقلال سورية، يوم 17 نيسان 1946.

وقد أوفد سعد الله الجابري إلى مصر ليخطب أمام جامعة الدول العربية معلناً أن «مجزرة رهيبة يندى لها الجبين قد حدثت في دمشق.» وبعدها بيوم واحد، صدر إنذار البريطاني صارم من لندن، حاملاً توقيع ونشتون تشرشل، مطالباً بالانسحاب الفرنسي الفوري من سورية، دون أي قيد أو شرط، تلبية لرغبة الرئيس القوتلي. فُرض وقف لإطلاق النار من قبل الإنكليز في 1 حزيران 1945 وبدأت فرنسا بالانسحاب، حيث سلّمت الحكومة السورية كل المطارات والمواقع العسكرية، وتلاها تسليم جميع المستشفيات والمدارس والسجون، ومعها جزيرة أرواد وقلعة حلب وقلعة دمشق. وقد أعلن الرئيس شكري القوتلي يوم 1 آب 1945 عيداً وطنياً لتأسيس الجيش السوري الذي كان قد هُزم على يد الفرنسيين قبل ستة وعشرين سنة في معركة ميسلون. وفي 17 نيسان 1946، أقيم عيد الجلاء الأول في سورية بمشاركة عربية واسعة، ورفع الرئيس شكري القوتلي علم بلاده فوق سماء دمشق، قائلاً إنه لن يرفع أي عَلم فوق هذه الراية إلا علم الوحدة العربية.

### تعديل الدستور السوري
انتهت ولاية القوتلي في عام 1947 ولكن حلفاءه أصروا على بقائه في الحكم، بالرغم من تعارض ذلك مع المادة 68 من الدستور السوري، التي وضعت من قبل هاشم الأتاسي قبل عقود وحددت ولاية رئيس الجمهورية بأربع سنوات فقط، غير قابلة للتمديد. تزعم مقترح تعديل الدستور كلّ من جميل مردم بك ولطفي الحفار وفخري البارودي وصبري العسلي، بصفتهم قادة في الحزب الوطني، الذي ظهر على أنقاض الكتلة الوطنية بعد الجلاء. وعارضهم في ذلك نواب حلب عن حزب الشعب، برئاسة ناظم القدسي ورشدي الكيخيا، ونواب الحزب العربي الاشتراكي، برئاسة نائب حماة أكرم الحوراني، ورئيس المجلس النيابي سعد الله الجابري ورئيس الحكومة الأسبق خالد العظم، الطامع بالرئاسة الأولى. ومع ذلك، استطاع نواب الحزب الوطني تعديل الدستور لصالح شكري القوتلي، لتتم إعادة انتخابه لولاية رئاسية ثانية، تنتهي عام 1951. في الانتخابات الرئاسية لعام 1947 حصل الرئيس شكري القوتلي على 123 من أصل 125 صوتاً داخل المجلس النيابي.

#### حرب فلسطين وارتداداتها
منذ صدور القرار الدولي بتقسيم فلسطين في نوفمبر 1947، كانت فلسطين القضية الأولى في الشارع السوري. أُعلنت حالة الطوارئ وفي فبراير 1948 وقّع القوتلي اتفاقية التعاون السياسي والعسكري العربي، وكان مؤتمر بلودان قد انعقد برئاسته في سبتمبر 1946؛ وفي 11 مايو 1948 توجه الرئيس القوتلي إلى أول قمة عربية عُقدت في مدينة أنشاص المصرية في أيار 1946 لمناقشة الأوضاع في فلسطين، ودعا جامعة الدول العربية لعقد مؤتمر خاص في بلدة بلودان لدعم القضية الفلسطينية. ووقف مندوب سورية في الأمم المتحدة فارس الخوري في وجه قرار تقسيم فلسطين الذي صدر عن الجمعية العامة للأمم المتحدة في نهاية شهر تشرين الثاني عام 1947، الذي قال عنه القوتلي: "لن يمر ولن يقبل به العرب."
اندلعت المظاهرات العارمة في كافة المدن السورية ضد قرار التقسيم، وفتحت دمشق أبواب التطوع للجهاد في فلسطين، بأمر من رئيس البلاد. وبعدها قررت جامعة الدول العربية تأسيس جيش الإنقاذ لمحاربة العصابات الصهيونية، بقيادة الضابط فوزي القاوقجي، الذي موّلت الحكومة سورية %25 من نفقاته العسكرية، وكان للرئيس شكري القوتلي الفضل في تأسيسه وتسميته. وعند إعلان ديفد بن غوريون ولادة دولة إسرائيل يوم 14 أيار 1948، دخل الجيش السوري إلى ميدان المعركة،  بقوة قتالية وصلت إلى ثلاثة آلاف شخص، ولكن نتيجة الحرب لم تكن لصالح العرب، الذين هزموا مجتمعين في فلسطين.

### انقلاب الزعيم

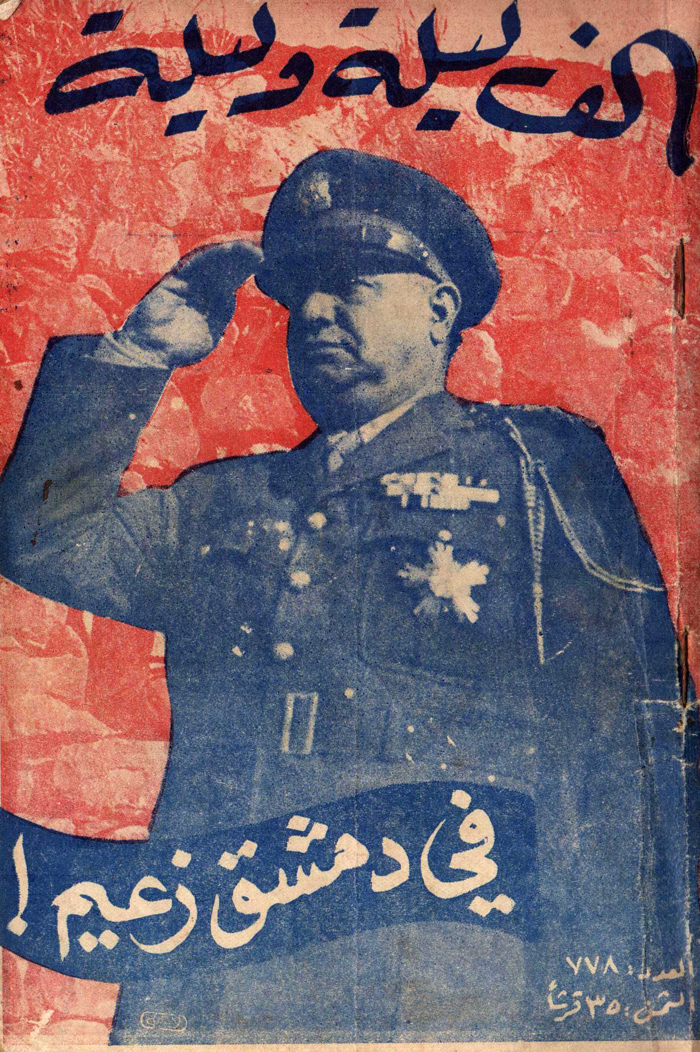
غلاف مجلة الجيش السوري يوم الانقلاب: ألف ليلة وليلة، في دمشق زعيم!.

فجر 30 آذار 1949، طوقت وحدة من الجيش منزل رئيس الجمهورية، واعتقلت شكري القوتلي ورئيس وزرائه خالد العظم، بأمر من مهندس الانقلاب وقائد الجيش الزعيم حسني الزعيم. نقلته قيادة الانقلاب إلى سجن المزة العسكري ثم نُقل إلى مستشفى الشهيد يوسف العظمة بسبب تدهور حالته الصحية، وأعلنت حال الطوارئ في البلاد وقيام قيادة الجيش بتحمُل مسؤولية قيادة البلاد، واتهمت القوتلي بالتخلي عن الجيش وعدم تسليحه بشكل جيد قُبيل حرب فلسطين، فيما برر الزعيم انقلابه في البيان الأول، بأنّ القوتلي "سرق خزينة الدولة، وتواطأ على الفساد الذي أدى إلى تبذير الأموال العامة، وانتهاك القوانين وهدر مصالح الأمة". في 6 نيسان، نُشر كتاب استقالة القوتلي موجهاً للشعب السوري، وكان نصّ الاستقالة مكتوبًا بحط يد القوتلي نفسه منذ 30 آذار، بوساطة من فارس الخوري إذ كان القوتلي رافضًا الاستقالة وأصرّ على المقاومة «ما دامت في عروقي دماء». وقد ورد في وثائق دبلوماسية لسفارات غربية أن الولايات المتحدة وبريطانيا قد تدخلتا لمنع الزعيم من تصفية القوتلي. ويُذكر أن القوتلي أصر على توجيه خطاب استقالته إلى الشعب السوري لا إلى قائد الانقلاب حسني الزعيم، وجاء فيه: أتقدم إلى الشعب السوري الكريم باستقالتي من رئاسة الجمهورية السورية، راجياً له العز والمجد." أُطلق القوتلي في منتصف أبريل، وصودرت أملاكه وأملاك ابنه، وسُمح له مغادرة البلاد إلى منفى اختياري فتوجه مع أفراد أسرته بداية إلى سويسرا ثمّ إلى مصر، حيث حلّ ضيفاً على صديقه القديم الملك فاروق الأول. وبعد سنوات عدة، تبين أن انقلاب حسني الزعيم تم بتخطيط وتمويل من وكالة الاستخبارات الأميركية، وكان هدفه التخلص من شكري القوتلي شخصياً الذي رفض توقيع اتفاقية مرور نفط شركة التابلاين الأميركية عبر الأراضي السورية، كما رفض توقيع اتفاقية هدنة مع إسرائيل، أسوة بباقي الزعماء العرب. وقد جاء هذا الاعتراف على لسان ضابط الاستخبارات الأميركية المقيم يومها في دمشق مايلز كوبلاند في كتابه الشهير "لعبة الأمم" الذي صدر في الولايات المتحدة سنة 1970، بعد ثلاثة أعوام من وفاة القوتلي.

## في المنفى
خلال سنوات المنفى التي قضاها شكري القوتلي في مصر، تعاقب على الحكم في سورية أربعة عهود عسكرية: عهد الزعيم حسني الزعيم (آذار – آب 1949)، واللواء سامي الحناوي (آب – كانون الأول 1949)، والزعيم فوزي سلو (1951-1953) وأخيراً العقيد أديب الشيشكلي (1953-1954). بعد سقوط الأخير بانقلاب عسكري في شباط 1954، أعُيد العمل بالدستور وعاد الرئيس هاشم الأتاسي إلى السلطة، التي كان قد غادرها طوعياً بعد انقلاب الشيشكلي سنة 1951. وقد تغير الحكم في مصر أيضاً، بعد ثورة الضباط الأحرار على الملك فاروق ووصول جمال عبد الناصر إلى رئاسة الجمهورية عام 1954، خلفاً للواء محمد مجيب. قرر القوتلي العودة إلى سورية ووصل مطار دمشق يوم 7 آب 1954، ليعلن ترشحه لرئاسة الجمهورية، بعد انتهاء ولاية هاشم الأتاسي الثالثة والأخيرة. وخلال سنوات المنفى، كَتب القوتلي مُقدمة كتاب عن نضال سورية الوطني ضد فرنسا، وضعه الصحفي سعيد تلاوي، صاحب جريدة الفيحاء الدمشقية.

## رئاسته الثانية

### الانتخابات الرئاسية

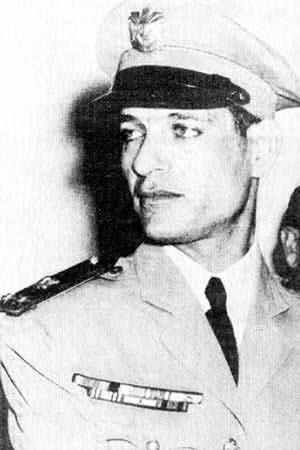
عدنان المالكي، الضابط البعثي الذي بات اغتياله عام 1955 القضية المحورية في الحياة السياسية السورية.

حصلت الانتخابات النيابية في سوريا، ووزعت من خلالها معاقد البرلمان على الشكل التالي: 19 للحزب الوطني، 30 لحزب الشعب، 2 للحزب السوري القومي الاجتماعي، 17 لحزب البعث العربي الاشتراكي، ومقعد واحد للحزب الشيوعي السوري، ذهب لأمينه العام خالد بكداش. ترشح خالد العظم لرئاسة الجمهورية، وترشح ضده لطفي الحفار عن الحزب الوطني ولكنه سرعان ما سحب ترشيحه عندما عَلم برغبة شكري القوتلي بالعودة إلى المنصب. وفي الانتخابات الرئاسية التي تمت تحت قبة المجلس، فاز شكري القوتلي بالرئاسة الأولى، عبر نيله 91 صوتاً من أصل 142 صوتاً داخل المجلس النيابي، مقابل 42 صوتاً لصالح خالد العظم. وفي 5 أيلول 1955، ألقى شكري القوتلي القسم الرئاسي، للمرة الثانية في حياته، وبدأ العمل في ولايته الدستورية الثانية والأخيرة.

### حكم اليسار
اختار الرئيس القوتلي المحامي سعيد الغزي ليكون رئيساً لحكومته الأولى، قبل تولي صديقه المحامي صبري العسلي لهذا المنصب عام 1956، وذهبت رئاسة المجلس النيابي للدكتور ناظم القدسي عن حزب الشعب، ثم لأكرم الحوراني عن حزب البعث، وهو معارض قديم لشكري القوتلي. وفي حكومة العسلي، عُيّن صلاح البيطار عن حزب البعث وزيراً للخارجية، وهو مُقرب من جمال عبد الناصر، وأوتي باللواء عفيف البزرة، المحسوب على الحزب الشيوعي السوري، رئيساً للأركان الجيش. وقد توسعت سلطة المباحث في عهد القوتلي عن طريق العقيد عبد الحميد السراج، مدير المكتب الثاني في سوريا، المحسوب أيضاً على مصر والاتحاد السوفيتي. وقد اتسم عهد القوتلي بالجنوح إلى المعسكر الشرقي في الحرب الباردة، حيث تم تبادل العلاقات الدبلوماسية مع كلّ رومانيا وتشيكوسلوفاكيا وجمهورية الصين الشعبية. وقف القوتلي ضد حلف بغداد والتحالف التركي العراقي، وكان يريد اتفاقًا شبيهًا بحلف بغداد يعقد بين مصر والسعودية وسوريا.
أولى ثمار هذا التحول، كان توقيع صفقة أسلحة ضخمة وبأسعار مخفضة مع تشيكوسلوفاكيا في يناير 1956؛ تبعتها في أكتوبر اتفاقية ثانية حول تبادل القطن والمنسوجات وزيت الزيتون مع بولندا، ثم تبادل العلاقات الدبلوماسية مع الصين ورومانيا وكلاهما واقعتان تحت حكم شيوعي - اشتراكي. وفي نهاية شهر تشرين الأول 1956 سافر القوتلي إلى موسكو للحصول على دعم سوفييتي للرئيس جمال عبد الناصر خلال حرب السويس. وفي زيارته إلى الكرملين، وهي الأولى من نوعها لرئيس سوري، خاطب القوتلي الزعيم السوفييتي نيكيتا خروتشوف بالقول: «أرسلوا الجيش الأحمر إلى مصر...ذلك الجيش العظيم الذي هزم هتلر!»  كما قامت سوريا بقطع علاقتها مع كلّ من فرنسا وبريطانيا، احتجاجاً على العدوان الثلاثي، وأشرف عبد الحميد السراج على نسف أنابيب النفط البريطانية المارة عبر الأراضي السورية، دعماً لجمال عبد الناصر. وقد وقّعت دمشق في عهد القوتلي سلسة من الاتفاقيات مع الاتحاد السوفيتي، أبرمها وزير الدفاع خالد العظم، مُنحت سورية من خلالها سلاحاً روسياً بقيمة 570$ مليون دولار، يتم تسديد قيمتها بالتقسيط عبر عائدات القمح السورية، على مدى 12 سنة. وفي 12 آب 1957، تم الكشف عن مؤامرة أميركية لقلب نظام الحكم في سوريا ووُجهت أصابع الاتهام إلى الملحق العسكري الأميركي روبيرت مالوي والسكرتير الثاني هاوارد ستون والسفير جيمس موس، الذين طُردوا فوراً من دمشق، فردت أميركا بالمثل وقامت بطرد الدكتور فريد زين الدين، السفير السوري من واشنطن. وقد جاء الضوء الأخضر للانقلاب على القوتلي مجدداً من الرئيس الأميركي دوايت أيزنهاور، الذي اتهم نظيره السوري بالوقوف مع الاتحاد السوفيتي في الحرب الباردة.
على صعيد السياسة العسكرية، فإنّ 68% من الموازنة السورية لعام 1955 كانت مخصصة للجيش، وفي 20 أكتوبر 1955 حقق القوتلي أحد مشاريعه القديمة بتوقيع ميثاق الدفاع المشترك بينهما، والذي كان من بين بنوده إنشاء قيادة مشتركة للحرب ومجلس دفاع مشترك. في العام نفسه، أشهر القوتلي اتفاقًا للدفاع المشترك مع لبنان. في 6 مارس 1956، كان القوتلي يعقد مع الملك حسين والملك سعود بن عبد العزيز وجمال عبد الناصر قمّة في عمّان تبعتها قمة أخرى بين القوتلي والملك حسين في 11 نيسان 1956، نجح القوتلي فيها بتحييد الأردن عن حلف بغداد، وتوقيع اتفاق للتعاون العسكري بين البلدين في حال العدوان الإسرائيلي على أحدهما، لكنه فشل في إقناع القيادة الأردنية بالتحول نحو الكتلة الشرقية - الناصرية، وفصل تحالفها مع بريطانيا.

### الوحدة مع مصر
كان من نتيجة العدوان الثلاثي على مصر وأزمة قناة السويس خلال فترة 1956 - 1957، نتائج بالغة الأثر على سوريا، فأعلنت حال الطوارئ بموجب اتفاقية الدفاع المشترك، وتفشت شعبية الناصرية، وهُوجمت المصالح العراقية التي تمثل «الرجعية العربية»، وساءت العلاقات مع لبنان تحت حكم كميل شمعون.

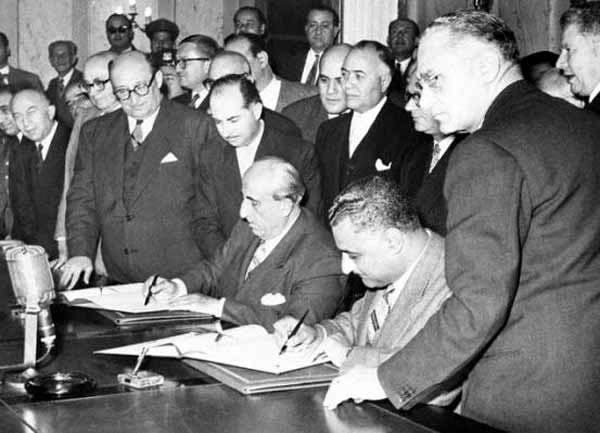
القوتلي وجمال عبد الناصر، يوقعان اتفاق الوحدة في 22 فبراير 1958

وفي 13 آب 1957، رفضت الحكومة السورية عرضًا أمريكيًا بتقديم 400 مليون دولار، أي أربعة أضعاف حجم موازنة الدولة السورية، مقابل السلام مع إسرائيل وكسر الحلف مع عبد ناصر، كما أعلنت إذاعة دمشق في الوقت ذاته إحباط مؤامرة إمريكية للانقلاب على حكم القوتلي وأرسلت مصر قوات إلى سورية وإلى ميناء اللاذقية في 11 أيلول بعد توتر العلاقات بين سوريا وتركيا، التي هددت بغزو سوريا نفسها وضم حلب، متهمة نظام القوتلي بتهديد الأمن القومي التركي من خلال تحالفه مع الاتحاد السوفييتي.
وفي يوم 11 كانون الثاني 1958، توجه وفد من الضباط السوريين إلى مصر يقودهم رئيس أركان الجيش اللواء عفيف البزرة والملحق العسكري المصري عبد المحسن أبو النور، للمطالبة بتوحيد سوريا ومصر تحت راية الرئيس جمال عبد الناصر. ولم يقم أحد منهم بإبلاغ الرئيس القوتلي أو وزير الدفاع خالد العظم. تأخر الرئيس المصري في مقابلتهم، لأنه كان منشغلاً في استقبال رئيس إندونيسيا أحمد سوكارنو، وعند مقابلتهم سألهم جمال عبد الناصر عن موقف الرئيس شكري القوتلي من هذه الوحدة، مؤكداّ أنه وحدَه دون سواه مخوّل بالتفاوض باسم الشعب السوري والدولة السورية. ولكن الرئيس السوري قرر دعم جهود هؤلاء الضباط، بدلاً من معاقبتهم على تمردهم، فأرسل وزير الخارجية صلاح البيطار لإعطائهم شرعية سياسية وفاوض رسمياً على الوحدة باسم رئيس الجمهورية. اشترط عبد الناصر أن تكون الوحدة اندماجية لا فيدرالية، وأن تكون عاصمتها القاهرة وليس دمشق، مع شرط أخير، أن يتم حلّ جميع الأحزاب السورية، فوافق صلاح البيطار دون تردد. سافر القوتلي إلى مصر للتوقيع على ميثاق الوحدة السورية المصرية في شباط 1958، بعد أخذ موافقة مجلس النواب، وتنازل طوعياً عن رئاسة الجمهورية العربية المتحدة لصالح الرئيس عبد الناصر، الذي كرّمه بلقب «المواطن العربي الأول» وقال إنه «الوجه العربي المشرق لسوريا.»

## دعم الانفصال سنة 1961
قضى شكري القوتلي سنوات التقاعد متنقلاً بين دمشق والقاهرة وجنيف، وظلّت أخباره تتصدر الصفحات الأولى من الجرائد السورية، مما أزعج الرئيس جمال عبد الناصر، الذي استدعى وزير الثقافة والإرشاد القومي رياض المالكي، وأصدر أمراً إدارياً بأن «الأضواء يجب أن لا تُسلط بعد اليوم إلا على شخص سيادة رئيس الجمهورية، دون غيره من الشخصيات.» وقد ازدادت الهوة بين القوتلي وعبد الناصر عندما منع الأخير عزف النشيد الوطني السوري حماة الديار ومنع إقامة الاحتفالات بعيد الجلاء السوري يوم 17 نيسان، قائلاً إن للجمهورية العربية المتحدة عيد واحد فقط هو عيد ثورة يوليو. وقد انفجر الخلاف بينهما عند إصدار عبد الناصر قرارات التأميم في تموز 1961، التي اعترض عليها شكري القوتلي بشدة قائلاً: «أخاف على الوحدة التي صنعناها معاً يا أبا خالد، أخاف عليها من هذه القرارات الارتجالية وغير المدروسة». وقد سافر الرئيس القوتلي إلى القاهرة بطلب من غرفة تجارة دمشق، في محاولة لإقناع عبد الناصر بالعدول عن التأميم، ولكن الرئيس المصري رفض المشورة.
وبعد أسابيع من وقوع انقلاب الإنفصال الذي أطاح بجمهورية الوحدة يوم 28 أيلول 1961، أطل الرئيس القوتلي على شاشة التلفزيون السورية من سويسرا، حيث كان يتلقى العلاج، في خطاب متلفز كان الأول والأخير له، شنّ من خلاله هجوماً عنيفاً على الوحدة والتجاوزات المصرية التي تخللتها. كان ضباط الانفصال، بقيادة المقدم عبد الكريم النحلاوي، يفكرون بالطلب من شكري القوتلي العودة إلى الحكم للمرة الثالثة، مع الحكومة القديمة والمجلس النيابي القديم، واعتبار عهد الوحدة كأنه لم يمر على سوريا، ولكن الرئيس القوتلي رفض المشاركة بالعهد الجديد وظلّ متمسكاً باعتزاله الشأن العام. وقد جاء في كلمته المتلفزة: «لقد كان في أساس الأخطاء كلها قاعدة واحدة: تأمين الأقلية وتخوين الأكثرية، وتسليط هيئات مصطنعة وأفراد على تنفيذ اشتراكية تعاونية لا يؤمنون بها، ولا يعملون من أجلها، ولا يفهمون أي مبدأ من مبادئ العدالة والتعاون، وكان كل مدار الثقة بهم أنهم حاقدون يكرهون الناس، ويتطيرون من وجوه الخير.» أكمل القوتلي كلامه بالقول: «إننا لا نستورد المبادئ ولا نتسعير العقائد» مضيفاً أن الوحدة «لا تعني عملية ضم، والنظام الرئاسي لا يعني انعزال الراعي عن الرعية.» ووصف جهاز الحكم أيام عبد الناصر بأنه كان «جلاد الشعب» وبأنه «لو طال به الزمان لآل مصير الجمهورية كلها إلى مجموعة أقاليم يحكمها أفراد متنافرون. جهاز غريب عجيب، أنبت للجسم الواحد عدة رؤوس، وللرأس الواحد عدة ميول ونزوات وشهوات.»
كما تطرق إلى انعدام الديمقراطية في عهد عبد الناصر وقال: «ولطالما شكا النواب المعينون لمجلس الأمة من عدم جدوى وجودهم تحت قبة المجلس، لأن ليس لهم من وظائف التمثيل النيابي سوى إقرار المشاريع التي كتبها موظفو الدولة والتصويت عليها برفع الأيادي الصامتة.» ختم بمباركة انقلاب الانفصال وقال: «كلمتي الأخيرة إليكم أنكم أنتم وحدكم مسؤولون عن تقرير المستقبل، وأن القيادات في صفوفكم عناوين زائلة، وتبقون أنتم الشعب سطور البقاء والخلود. ولقد استطعت على خدمة نضالكم وجهادكم، مواطناً عادياً وجندياً مكافحاً، أكثر مما أُتيح لي أن أتوفر لهذه الخدمة الشريفة، رئيساً وحاكماً ومسؤولاً. وأن أعظم ما أطمح إليه عامل في الحقل العام، عانق القضية المقدسة منذ مطلع هذا القرن: فتى وشاباً وشيخاً أن يستحق استمرار الرضا عنه في صفوف المواطنين العاديين، مواطناً صالحاً وجندياً أميناً.»
حصلت قطيعة كاملة من يومها بين شكري القوتلي وجمال عبد الناصر استمرت حتى حرب حزيران 1967.

## وفاته
وفي يوم 30 حزيران 1967، توفي شكري القوتلي في بيروت عن عمر ناهز 75 عاماً، وكان ذلك في أثر تعرضه لذبحة قلبية عند سماعه نبأ سقوط هضبة الجولان في يد إسرائيل. أُعيد جثمانه إلى دمشق مجللاً بالعلم السوري، بواسطة من الملك فيصل بن عبد العزيز، وخرجت جنازة شعبية مهيبة له لم تشهد مثلها مدينة دمشق من قبل، صاح خلالها المشيعون: «لا إله إلا الله وشكري بك حبيب الله. الله يرحم شكري بك، الله يرحم سوريا!» صُلي على الرئيس السوري الأسبق في الجامع الأموي ووُوري الثرى في مدافن الأسرة في مقبرة الباب الصغير بدمشق.

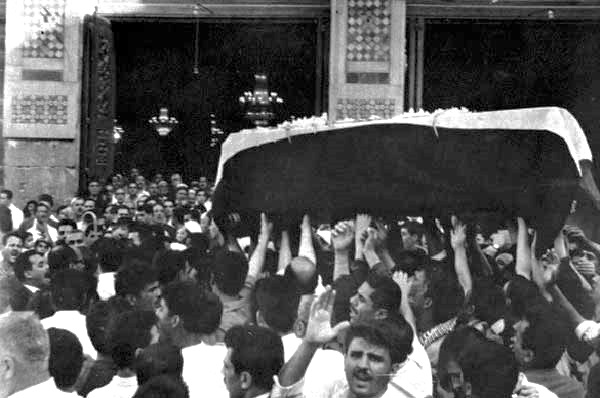
تشييع شكري القوتلي إلى مثواه الأخير
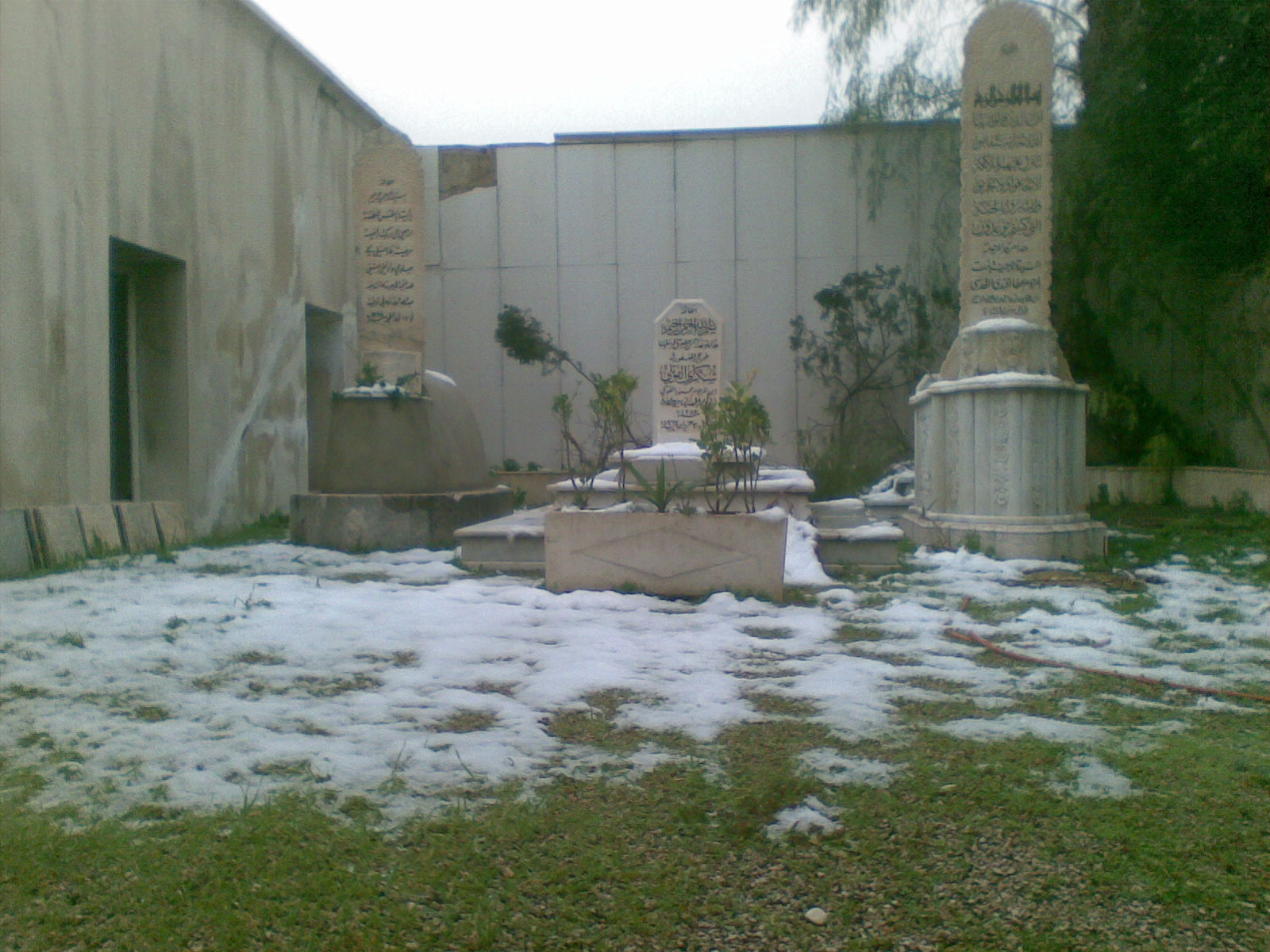
ضريح شكري القوتلي

## تخليد ذكراه
أُطلق اسم الرئيس شكري القوتلي على شوارع رئيسة في جميع المدن السورية، وكذلك في القاهرة ومدينة المحلة الكبرى بمصر، وأصبح الشارع الذي يحمل اسمه في دمشق، الواصل بين ساحتي المرجة والأمويين، مقراً لمعرض دمشق الدولي ولعدد من الفنادق الفخمة. كما أطلق اسمه على الحي الذي كان يسكنه قبل انقلاب عام 1949، الذي يُعرف من يومها بحي «الرئيس.» وقد صدر كتاب عن حياته وجهاده في مصر عام 1959، حمل عنوان «شكري القوتلي: تاريخ أمة في حياة رجل» للصحفي السوري عبد اللطيف اليونس، وتلاه كتاب ثانٍ في بيروت سنة 2003، للقاضي عبد الله الخاني، أمين عام الرئاسة السورية في عهد القوتلي، حمل عنوان «جهاد شكري القوتلي». ووضع الكاتب السوري سامي مروان مبيّض كتاباً ثالثاً باللغة الإنكليزية عن حياة شكري القوتلي بعنوان «جورج واشنطن سورية» (بيروت 2005) إضافة لعمل تلفزيوني عن حياة الرئيس السوري، لم يكتب له النجاح. ولكن شخصية شكري القوتلي ظهرت في العديد من الأعمال السينمائية والتلفزيونية السورية والعربية، منها مسلسل «هجرة القلوب إلى القلوب» للمخرج هيثم حقي، ومسلسل «نزار قباني» للمخرج باسل الخطيب، وفيلم «الليل» لمحمد ملص، الذي لعب فيه الفنان رفيق سبيعي دور القوتلي، وفيلم «جمال عبد الناصر» للمخرج أنور القوادري. واحتفظت عائلة الرئيس شكري القوتلي بمذكراته التي لم تُنشر حتى اليوم.

## مواقع خارجية
- شكري القوتلي على موقع الموسوعة البريطانية (الإنجليزية)
- شكري القوتلي على موقع مونزينجر (الألمانية)
- هؤلاء حكموا سوريا: شكري القوتلي - القادة السوريون.
- صور من مرحلة حكم القوتلي - التاريخ السوري.
- خطاب الرئيس القوتلي لمناسبة الاستقلال - أخبار سوريا.

| المناصب السياسية      | المناصب السياسية                 | المناصب السياسية                                 |
| --------------------- | -------------------------------- | ------------------------------------------------ |
| سبقه تاج الدين الحسني | رئيس الجمهورية السورية 1943–1949 | تبعه حسني الزعيم (حكم عسكري)                     |
| سبقه هاشم الأتاسي     | رئيس الجمهورية السورية 1955–1958 | تبعه جمال عبد الناصر (الجمهورية العربية المتحدة) |